# Bulbophyllum menghaiense
Bulbophyllum menghaiense är en orkidéart som beskrevs av Zhan Huo Tsi. Bulbophyllum menghaiense ingår i släktet Bulbophyllum och familjen orkidéer. Inga underarter finns listade i Catalogue of Life.